# Осокин, Пётр Игнатьевич
Пётр Игна́тьевич Осо́кин — балахнинский купец, солевар, основатель и совладелец (совместно с двоюродным братом Гавриилом) горных заводов на Урале.

## Биография
Родился в деревне Еремеевой Балахнинского уезда Казанской губернии. Происходил из крестьян балахнинских вотчин Троице-Сергиевой Лавры. До 1724 года содержал солеваренные фабрики на реке Усолке, в 1720-х годах был крупнейшим поставщиком продуктов питания в Петербург. Совместно двоюродным братом Гавриилом основал в 1730 году Иргинский и в 1733 году Юговский медеплавильные заводы. В 1734 году после раздела имущества стал владельцем Иргинского завода.
П. И. Осокин получил разрешение пользоваться рудой горы Благодать, затем безуспешно пытался получить в собственность строящиеся казённые Гороблагодатские заводы, чтобы закрепить доступ к высококачественной гороблагодатской руде. В апреле 1737 года получил разрешение, а в 1738 году начал строительство Салдинского завода, но вынужден был остановить стройку из-за окончательного отказа в доступе к гороблагодатской руде и передачи Гороблагодатских заводов в управление К. фон Шёмбергу.
В 1741 году П. И. Осокин построил Бизярский, в 1761 году — Саранинский заводы. В 1742 году Пётр Игнатьевич и Гавриил Полуектович обратились в Сенат с прошением о пожаловании им дворянского звания.
В 1740-х годах Пётр Игнатьевич вновь безуспешно пытался заполучить недостроенный Воскресенский завод. В 1745 году вёл крупный спор с Акинфием Демидовым из-за рудников в Кунгурском уезде. Только в 1753 году Осокин получил разрешение добывать руду в Советинском руднике. В 1749 году основал Нязе-Петровский завод, но в 1751 году продал его Мосоловым.
Прямых наследников не оставил. В 1769 году продал свои заводы внучатому племяннику И. П. Осокину.